# Amminociclitolo
Gli aminociclitoli sono composti correlati ai ciclitoli. Si parla di aminociclitoli quando nel ciclitolo è presente almeno un gruppo amminico (si veda ad esempio la struttura degli aminoglicosidi). Possiedono caratteristiche di configurazione relativa e assoluta che sono caratteristiche della loro classe che sono state ampiamente studiate; ma queste caratteristiche non sono chiaramente visualizzate dai metodi generali di nomenclatura stereochimica, per cui sono giustificati metodi speciali. a lungo utilizzati, per specificare la loro configurazione. Per quanto riguarda gli aspetti diversi da quelli stereochimici, la loro nomenclatura dovrebbe seguire le regole generali della chimica organica.

## Prodotti naturali a base di aminociclitolo
La famiglia di prodotti naturali degli aminociclitoli è una classe di metaboliti secondari microbici derivati da zuccheri che dimostrano rilevanti attività biologiche. Gli aminociclitoli sono presenti come componenti degli antibiotici aminoglicosidi, chiamati anche pseudosugari o pseudosaccaridi. Gli aminociclitoli hanno una struttura chimica costituita da un anello di carbonio con uno o più gruppi funzionali amminici. La classe dei prodotti naturali contenenti aminociclitolo può essere suddivisa in base alle dimensioni dell'anello o ai tipi di precursori.